# En Flyvetur over København
En Flyvetur over København er en dansk dokumentarisk stumfilm i to dele fra 1916. Filmen er en optagelse af København filmet fra en flyvemaskine.

## Handling
Første del indledes med optagelser af Søerne fra luften. Søpavillonen ses og efterfølgende Kommunehospitalet og Botanisk have. Officerer og prins Axel på flyveplads, sandsynligvis Kløvermarken. Militærfly med filmkamera monteret foran. Flyet letter og flyver over Christianshavns Vold og det senere Christiania. Flyvemaskine i luften. Fly lander. Danske flyveofficerer på flyveplads ryger tobak og hygger sig. Officer ankommer pr. motorcykel og hilser på kolleger. Han iklæder sig flyverdragt og gør klar til en tur i luften. Fly (biplan) gøres klar til start, piloten går ombord og flyvemaskinens motor startes. Flere maskiner startes og letter. København fra luften, havnen og indre København.
Anden del består af de samme scener med start fra flyveplads. Militære flyvemaskiner, sandsynligvis på Kløvermarken. Flyvning over indre København. Herefter landing. Officerer hygger sig på jorden. Luftbilleder fra København. Prins Axel sammen med danske officerer. Fly med kamera starter.